# 月刊アスキーコミック
『月刊アスキーコミック』（げっかんアスキーコミック）は、かつてアスキーが発行していた日本の月刊少年漫画雑誌。1992年7月創刊、1995年休刊。
1992年5月に休刊となった翔企画発行の『モンスターメーカーマガジン（旧題:RPGコミック）』を引き継ぐ形で創刊された。1992年6月に『ファミコン通信（現:ファミ通）』増刊として『アスキーコミック』月刊化準備号が発行され、同年7月より独立の月刊誌として刊行された。また、1995年に本誌と『ファミコン通信』増刊の漫画雑誌『ファミコミ』が休刊となり、両誌を引き継ぐ形で『コミックビーム』が創刊した。

## 連載作品
★=コミックビームで連載継続または続編連載された作品
- モンスターメーカー・サガ（原案:鈴木銀一郎、漫画:九月姫）：1992年8月号 - 1993年6月号
- S☆Sガンウルフ（岡崎つぐお）：1992年8月号 - 1992年10月号
- 真・女神転生 東京黙示録（原作:鈴木一也、漫画:御祗島千明）：1992年8月号 - 1995年9月号
- DAI-HONYA（原案:田北鑑生、漫画:とり・みき）：1992年8月号 - 1993年9月号
- HINAKO!!!（山本貴嗣）：1992年8月号 - 1993年5月号
- 遥かなる異郷ガーディアン（市川みなみ）：1992年8月号 - 1994年4月号
- キャプテン・ハーレイ（原作:みんだ☆なお、漫画:豊島ゆーさく）：1992年8月号 - 1993年4月号
- スーパーアレスタ（原作:久保宗雄、漫画:岡崎沙実）：1992年8月号 - 1993年1月号
- ソルティーパコ（サトウ・ユウ）：1992年8月号 - 1992年12号
- LADIA（奥平イラ）：1992年8月号 - 1993年1月号
- 三分間 クッキングバカ（鈴木みそ）：1992年8月号 - 1992年10月号
- 目森家の人々（荒井清和）：1992年8月号 - 1992年10月号
- ディファレントレルム 夢幻の探索（原作:北川直、漫画:藤村文彦と新選組）：1992年8月号 - 1994年2月号
- しましま曜日（竹本泉）：1992年8月号 - 1995年1月号
- コミカルモンスターメーカー（岡田敦志）：1992年8月号 - 1993年8月号
- がらくた屋まん太（能田達規）：1992年8月号に読み切りとして掲載、1992年9月号 - 1995年9月号
- 空間凶機デバステイター（原作:吉田俊、漫画:やぎむら亜樹）：1992年8月号 - 1993年1月号
- ウィザードリィV メイルストロームの彼方（原作:竹内誠、漫画:しのざき嶺）：1992年8月号 - 1993年2月号
- めんたるダイバー（こやま基夫）：1993年1月号に読み切りとして掲載、1993年3月号 - 1995年6月号
  - めんたるダイバー - マンガ図書館Z （外部リンク）
- 突撃ウィザードリィ（岡田敦志）：1993年1月号 - 1993年5月号
- プリンセス・ミネルバ（原作:舞阪洸、漫画:竹邑真字※1994年2月号より石田走名義）：1993年2月号 - 1995年7月号
- 聖球史伝ベースボーラー（原作:遠藤剛彦、漫画:山中あきら）：1993年2月号 - 1994年7月号
- SNATCHER（原作:前田真宏・野田弘一、漫画:小林治）：1993年2月号 - 1993年10月号
- のんきな父さん（桜玉吉）：1994年4月号 - 1994年12月号
- 強者劇場（羽生生純）：1993年2月号 - 1994年4月号
- 極楽遊撃隊（エンジェル・ライダーズ）（原作:羅門祐人、漫画:梶山弘）：1993年4月号 - 1993年10月号
- 戦え!筋肉番長（加藤礼次朗）：1993年6月号 - 1993年10月号
- ダンジョン退屈男（渡辺電機（株））：1993年6月号 - 1994年8月号
- BREAK-AGE（馬頭ちーめい+STUDIOねむ）：1993年7月号 - 1995年9月号 ★
- MONSTERMAKER学園!!（原作:鈴木銀一郎、漫画:九月姫）：1993年7月号 - 1994年9月号
- ウィザードリィ外伝II 黄泉の覇王（原作:ベニー松山、漫画:池上明子）：1993年7月号 - 1994年7月号
- ストリーム・キッズ コミカルモンスターメーカー2（虎向ひゅうら）：1993年9月号 - 1995年9月号
- モンスターメーカー・サガ 魔術師リンクの冒険譚（原案:鈴木銀一郎、漫画:九月姫）：1993年11月号 - 1995年9月号
- ハイパーあんな（近藤るるる）：1993年11月号に読み切りとして掲載、1994年1月号 - 1995年9月号 ★[3]
- グルマン・サガ（牧岡ちかひで[4]）：1993年12月号 - 1994年4月号
- トリックハンタージョウ（島本和彦）：1994年5月号 - 1994年9月号
- ギミサムラヴィン（羽生生純）：1994年5月号 - 1994年10月号
- モンスターザルス リュウ（森本サンゴ）：1994年6月号 - 1995年7月号
- ゆうき THE No.1（牧部かたる）：1994年6月号 - 1995年1月号
- 壊し屋ハマー（原作:ORCA、漫画:沖一、設定協力:士郎正宗）：1994年7月号 - 1995年7月号
- パラレル歌劇団（渡辺電機（株））：1994年10月号 - 1995年9月号
- ロボ大名（夜野権太）：1994年10月号 - 1995年8月号
- 聖刻邪塔伝ヴェントストラーダ（原作:千葉暁、漫画:中原れい）：1994年12月号 - 1995年2月号
- HINAKO!!!第2部（山本貴嗣）：1994年12月号 - 1995年5月号
- DANGEROUS PERFORMANCE（ほしのえみこ）：1995年2月号に読み切りとして掲載、1995年4月号 - 1995年9月号
- てきぱきワーキン・ラブ（竹本泉）：1995年3月号 - 1995年9月号 ★[5]
- 寝るが如く（林正之）：1995年3月号- 1995年9月号
- ドン!と恋（山浦章）：1995年3月号 - 1995年7月号
- メガMEGAみーな（島本ららら和彦）：1995年5月号に読み切りとして掲載、1995年6月号 - 1995年9月号
  - メガMEGAみーな - マンガ図書館Z （外部リンク）
- 強者劇場II（羽生生純）：1995年6月号 - 1995年9月号
- カスミ伝S（唐沢なをき）：1995年6月号 - 1995年9月号 ★
- グレとガリ（安井誠太郎）：1995年6月号 - 1995年9月号
- 漫遊少女隊（山本貴嗣）：1995年7月号 - 1995年9月号

## 読み切り作品
- 出張版 しあわせのかたち （桜玉吉）：1992年8月号
- ブレードナイトSAYA （伊藤洋行）：1992年8月号
- 幻身妖忍伝いつもも （赤山寿文）：1992年9月号
- ヨミ 星が呼ぶ声 （とりうみ詳子）：1992年10月号
- 魔界の国のシンデレラ （岡田敦志）：1992年11月号
- BREAK-AGE（2007） （馬頭ちーめい）：1992年11月号
- 突撃ウィザードリィV （岡田敦志）：1992年12月号
- Good-Night!! 夢の見れなかった夜 （高見沢ひさし）：1992年12月号
- 欺きの塔 魔に魅入られし魂 （MEIMU）：1992年12月号
- HOLY BLOOD 神獣伝記 （水口幸広）：1992年12月号
- FARGREEN 世界で最後の竜の夢 前編・後編（厦門潤）：1993年1月号・2月号
- 魔法使いグリーンピピン 輪を回す者 （奈知未佐子）：1993年1月号
- 怪物のお医者さん Dr.ケチャプー （丸井美果）：1993年1月号
- ディアファレント・レルム外伝 夢現の探索 （原作:北川直、漫画:安田鉄魚）：1993年1月号
- SHINDEN・神伝 （佐藤元）：1993年1月号
- METAL MAX2 廃墟の標的（山本貴嗣）：1993年2月号
- 傷だらけの戦士たち （喜国雅彦）：1993年2月号
- 銀河海賊クレイジーキャッツ （伊藤洋行）：1993年3月号
- 天使の詩II 堕天使の選択 前編・後編（小本田絵舞）：1993年4月号・5月号
- ウィザードリィV メイルストロームの彼方 番外編 前編・後編（原作:竹内誠、漫画:しのざき嶺）：1993年3月号・4月号
- レルム・こみかるらんど （安田鉄魚）：1993年4月号
- 魔法使いグリーンピピン もも色ワニの深い理由 （奈知未佐子）：1993年4月号
- エルムナイト （原作:山川富士男、漫画:江崎稔）：1993年4月号
- ブルーエルフ （高見沢ひさし）：1993年4月号
- ウィザードリィ異聞 暗黒の領域 （久保田眞二）：1993年5月号
- エルファリア 前編・後編（原作:あだちひろし、漫画:佐々木よしの）：1993年6月号・7月号
- 始まりはあとのまつり （よろず壱）：1993年6月号
- ウィザードリィ異聞 幻想の領域 （久保田眞二）：1993年6月号
- 魔法使いグリーンピピン 月の王子さま （奈知未佐子）：1993年7月号
- ライオンは眠っている （高見沢ひさし）：1993年7月号
- DARK DOLL 魔に魅入られし魂 （MEIMU）：1993年8月号
- 科学少年01くん （永野のりこ）：1993年8月号
- コンティニューする？ （明智渚）：1993年9月号
- FARBLUE 深く青き淵より （厦門潤）：1993年8月号
- ネオ昆虫世紀コーカサス 前編・後編（MEIMU）：1993年10月号・11月号
- モンスターメーカー・サガ外伝 一角獣族の末裔 （原作:鈴木銀一郎、漫画:九月姫）：1993年10月号
- 魔王（イフリート） 前編・後編（久保田眞二）：1993年11月号・12月号
- マイティキャラット （おちよしひこ）：1993年12月号
- 侍ライ人 （羽衣翔）：1994年1月号
- メドゥーサの挑戦 （澄川純也）：1994年1月号
- 悶々島 （とり・みき）：1994年2月号
- レラの角笛 前編・後編（脚本協力:須永司、漫画:高寺彰彦）：1994年2月号・3月号
- 素子・クリスティーナ・ジョセフソンさんの野望とその実際 （おおのやすゆき）：1994年3月号
- 真・女神転生II前編・中編・後編（原作:アトラス真女神転生チーム、漫画:御祗島千明）：1994年4月号・5月号・6月号
- 完全犯罪レディー Missテリー （島本和彦）：1994年4月号
- 玉砕!!サッカー部伝説!! （北斗陸）：1994年5月号
- MONSTERMAKER学園!! 前編・後編（原作:鈴木銀一郎、漫画:九月姫）：1994年5月号・6月号
- うまいよリンゴジャム （安風セイスケ）：1994年5月号
- スーパーロボ大名 （夜野権太）：1994年6月号
- 量産超人マスプロン （原作:路緒太刀帯、漫画:有本澄沙）：1994年6月号
- Sci-Fiもーしょん！ （永野のりこ）：1994年8月号
- 地獄のバトルロボ大名 （夜野権太）：1994年8月号
- HINAKO!!!特別編（山本貴嗣）：1994年9月号
- クソゲー戦記・外伝 （渡辺電機（株））：1994年9月号
- 世紀末ロボ大名 復讐の荒野 （夜野権太）：1994年9月号
- マイナ・奇神走機 （真鍋譲治）：1994年10月号
- ミリティア前編・後編（原作:大場惑、漫画:夏元雅人）：1994年11月号・12月号
- マイナ・奇神走機 完結編（真鍋譲治）：1994年11月号
- ウィザードリィ 問答無用！ぶつよっ!! （羽衣翔）：1994年11月号
- カレーの味が （山口和夫）：1994年12月号
- 朝からミトコン （新谷明弘）：1994年12月号
- 上げないインド人 （山口和夫）：1995年1月号
- GO！GO！マッハロボ （イヤナガケンジ）：1995年1月号
- マカセヤ （ユウジロー）：1995年1月号
- おともだちVer.0.88 結城昌子の真相（新谷明弘）：1995年2月号
- 浜谷海洋研究所 （湧口浩行）：1995年2月号
- 2001年宇宙の黙示録 （こみやまゆう）：1995年2月号
- 戦隊の人 （唐沢なをき）：1995年2月号
- 美熟女戦士レディ・マーベル ロボ大名特別編（夜野権太）：1995年2月号
- 黒明洞に入る （安井誠太郎）：1995年3月号
- すぺえす1984 （土肥けんいち）：1995年3月号
- グルマン・サガ 番外編（牧部かたる）：1995年4月号
- 食後にヘモグロ （新谷明弘）：1995年4月号
- Top Ministry X （Dr.A）：1995年4月号
- 無敵悪者帝国 （唐沢なをき）：1995年5月号
- 真・女神転生 if... （おおのやすゆき）：1995年6月号
- Sci-Fiもーしょん！デビュー作完全版（永野のりこ）：1995年8月号
- 王立科学冒険協会 （荒井国夫）：1995年8月号
- ステキなみるき～うぇい☆ （山本善文）：1995年8月号
- CRUSH BOOM! BANG! （設定原案:馬頭ちーめい＋STUDIOねむ、漫画:岡本健志）：1995年8月号
  - CRUSH BOOM! BANG! - マンガ図書館Z（外部リンク）
- 3丁目ゴースト （イヤナガケンジ）：1995年8月号
- カラのヨロイ （浅野家千とせ）：1995年8月号
- イイ感じ!? （木村周司）：1995年8月号
- ふさふさのお嬢さん （石田走）：1995年9月号
- 吾輩は次世代機である。 （新谷明弘）：1995年9月号
- CHASE!! （暮宮チャカ）：1995年9月号
- GET!1億円 （山本善文）：1995年9月号
- 殺人魚フライング・マーダー （夜野権太）：1995年9月号
- ザ・ドーピングマスター[6]（ながや まさき）：1995年9月号
- くるぶし武勇伝 [7]（新井ヒロシ）：1995年9月号